# Summer Days (And Summer Nights!!)
Albums de The Beach Boys
The Beach Boys Today!
(1965) Beach Boys' Party!
(1965)
Summer Days (And Summer Nights!!), sorti en 1965, est le neuvième album studio des Beach Boys.
Il s'agit du premier album avec Bruce Johnston.

## Titres

### Face 1
| No | Titre                                                 | Durée |
| -- | ----------------------------------------------------- | ----- |
| 1. | The Girl from New York City (Brian Wilson, Mike Love) | 1:49  |
| 2. | Amusement Parks, U.S.A. (Brian Wilson, Mike Love)     | 2:25  |
| 3. | Then I Kissed Her (Barry, Greenwich, Phil Spector)    | 2:11  |
| 4. | Salt Lake City (Brian Wilson, Mike Love)              | 1:57  |
| 5. | Girl Don’t Tell Me (Brian Wilson)                     | 2:14  |
| 6. | Help Me, Rhonda (Brian Wilson, Mike Love)             | 2:44  |

### Face 2
| No | Titre                                               | Durée |
| -- | --------------------------------------------------- | ----- |
| 1. | California Girls (Brian Wilson, Mike Love)          | 2:34  |
| 2. | Let Him Run Wild (Brian Wilson, Mike Love)          | 2:18  |
| 3. | You’re So Good to Me (Brian Wilson, Mike Love)      | 2:13  |
| 4. | Summer Means New Love (Brian Wilson)                | 1:55  |
| 5. | I’m Bugged at My Ol’ Man (Brian Wilson)             | 2:13  |
| 6. | And Your Dreams Come True (Brian Wilson, Mike Love) | 1:00  |